# فیلتر اولپا
اولپا(به انگلیسی: Ulpa) فیلتری است که دارای راندمان بالاتری نسبت به فیلتر هپا بوده و در سال ۱۹۶۱ ارائه گردیده‌است.براساس آزمایش‌های انجام شده بر روی این فیلتر بازدهی آن معادل ۹۹/۹۹ درصد می‌باشد.این فیلترها قدرت جذب ذرات تا ۱۲/۰ میکرون را دارا می‌باشند. 

## ساختار
فیلترهای اولپا از کاغذهای میکرو فایبرگلاس (بوروسیلیکات) به همراه فویل‌های آلومینیومی جداکننده تشکیل شده‌اند و از لحاظ ساختاری مانند فیلترهای هپا هستند اما با این تفاوت که کاغذ فایبرگلاس به کار رفته در فیلترهای اولپا از الیاف ظریف تری تشکیل یافته‌است.

## مشخصات فنی
طبق استانداردهای موجود بیشترین سرعت جریان هوا عبوری از این فیلترها ۲۵۰ اف‌پی‌ام است و افت فشار اولیه در جریان هوای ۳۴۰۰ مترمکعب در ساعت برای یک نمونه استاندارد از این فیلتر به ابعاد ۲۹۵×۶۱۰×۶۱۰ میلی متر برابر ۲۴۰ پاسکال است.
| ضخامت (اینچ) | افت فشار اولیه (اینچ آب) | افت فشار ثانویه(اینچ آب) | بازدهی (درصد)   |
| ------------ | ------------------------ | ------------------------ | --------------- |
| ۳،۵،۶،۱۲     | ۱                        | ۳                        | ۹۹٫۹۹۹۹ -۹۹٫۹۹۷ |